# Zachraňte cara!
Zachraňte cara!“ (v ruském originále „Господа́ офице́ры: Спасти́ импера́тора“') je název filmu ruského režiséra Olega Fomina z roku 2008. Jedná se o historické drama, jehož hlavním tématem je příběh sedmi bělogvardějců, kteří mají za úkole zachránit cara vězněného bolševiky v době občanské války v Rusku.

## Námět
V létě 1918, kdy v Rusku zuří občanská válka, bolševici vězní abdikovavšího cara Mikuláše II. s rodinou v Jekatěrinburgu. Skupina důstojníků z řad bělogvardějců pod vedením štábního kapitána Andreje Davydova dostává nebezpečný úkol: osvobodit panovníka. Davydovovy muže se snaží zastavit čekista Beitiks. Sedm statečných důstojníků (později se k nim přidá Varja, snoubenka kapitána) se ocitá tváří v tvář rudých.